# مرصد ماجلان

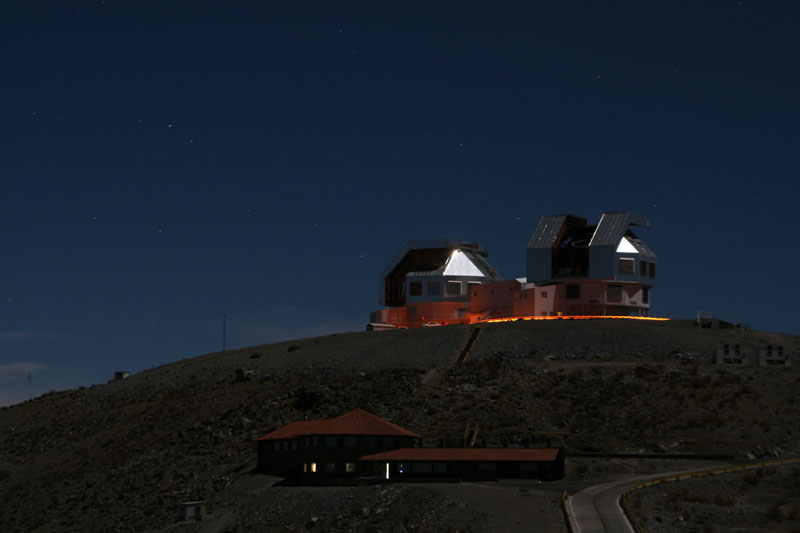
مرصد ماجلان في تشيلي

تلسكوب ماجلان (بالإنجليزية: Magellan Telescopes) هما مرصدان في «مرصد لاس كامباناس» في تشيلي. لرصد الضوء المرئي الآتي من أجرام سماوية.

## وصفه
لكل مرصد من مرصدي ماجلان مرآة رئيسية قطرها 5و6 متر وهما مسميتان على اسم العالمين «فالتر باده» و «لاندون كلاي». وبخلاف المراصد الأخرى من هذا الحجم فهما لا تتبعان نظام مقراب كاسيجرين وإنما مبنيان على نظام مقراب غريغوري.
أنتجت كل من المرآتين الرئيسيتين في شكل القطع المكافيء (بارابول) من زجاج بورات السيليكا ولهما نسبة فتحة قدرها 25:1و1 . وأما المرآة الثانوية فهي ذات قطر 8و1 متر، وبذلك يكتسب المرصدان نسبة فتحة قدرها 11:1. كما توجد مرآة مستوية تقوم بعكس الأشعة الساقطة على أجهزة تسجيل مختلفة. كل تلسكوب مزود ببصريات نشطية ونظام لمعادلة اختلال الصورة بسبب حركة الهواء، وهي أجهزة تعمل على توسيع زاوية الرؤية من 6' إلى 24' . التلسكوبان منصوبان بحيث يستطيعا رؤية الاتجاه الرأسي (السمت).
استقبلت مرآة باده الضوء أول مرة في 15 سبتمبر 2000 واستقبت مرآة كلاي أول صورة في يوم 7 سبتمبر 2002.
.
قامت «مؤسسة كارنجي واشنطن» (وتسمى اليوم «مؤسسة كارنجي للعلوم») بتشييد المرصدين، كما تستعينان بأجهزة للرصد أخرى من مراصد كارنجي الفلكية في باسادينا، كاليفورنيا.

## اقرأ أيضا
- مقراب غريغوري
- مقراب شميدت-كاسيجرين
- مقراب كاسيجرين